# Vithatten
Vithatten (umesamiska: Vårddátje) är ett berg söder om Glommersträsk i Arvidsjaurs kommun och sydväst om Missenträsk i Skellefteå kommun.
Gränsen mellan Norrbottens och Västerbottens län skär precis över bergets topp. Länsgränsen sammanfaller här även med gränsen mellan landskapen Lappland och Västerbotten.
Berget har från norr formen av en kon med en nedsänkning i mitten.  Berget når 511 meter över havet.
Berget har rykte om sig att vara hemsökt av spöken. Tidigare fanns en gammal stuga vid bergets fot, där turister och nyfikna brukade övernatta och komma hem med skakande minnen av märkliga ljud och ljusfenomen. Sägnen berättar att en nybyggarkvinna avled i barnsäng och att andarna ännu inte har fått ro.
På toppen av berget finns planer på att uppföra ett turistcenter utformad som en jättelik trä-älg, Storälgen, med bland annat restauranger och konferensrum. 

## Historik
Vithatten är också en 150 år gammal nybyggarplats. Ett kronotorp, senare skattetorp, anlades 1835 och fastigheten var bebodd från 1873 till 1935.